# (2049) Grietje
(2049) Grietje (1973 SH) ist ein Asteroid des Hauptgürtels, der am 29. September 1973 von Tom Gehrels am Palomar-Observatorium entdeckt wurde.

## Benennung
Der Asteroid wurde am 1. April 1980 nach Grietje Haring-Gehrels benannt, der Schwester von Tom Gehrels.